# Administrația Națională Apele Române
Administrația Națională „Apele Române” (ANAR) este o instituție publică de interes național cu personalitate juridică, finanțată din venituri proprii, aflată în coordonarea autorității publice centrale din domeniul apelor din România, înființată în anul 2002 prin reorganizarea Companiei Naționale "Apele Române" și prin preluarea activității de hidrologie, hidrogeologie și de gospodărire a apelor de la Compania Națională "Institutul Național de Meteorologie, Hidrologie și Gospodărire a Apelor", în scopul administrării, păstrării integrității și al protecției patrimoniului public de interes național care constituie infrastructura Sistemului național de gospodărire a apelor și pentru gospodărirea durabilă a resurselor de apă, care reprezintă monopol natural de interes strategic. Administrația Națională „Apele Române” este coordonată de Ministerul Mediului, Apelor și Pădurilor (România).
Printre atribuțiile agenției se numără:
- gospodărirea unitară, durabilă a resurselor de apă de suprafață și subterană și protecția acestora împotriva epuizării și degradării, precum și repartiția rațională și echilibrată a acestor resurse
- administrarea, exploatarea și întreținerea infrastructurii Sistemului Național de Gospodărire a Apelor, aflată în administrarea sa
- administrarea, exploatarea și întreținerea albiilor minore ale apelor, a cuvetelor lacurilor și bălților, în starea lor naturală sau amenajată, a falezei și plajei mării, a zonelor umede și a celor protejate, aflate în patrimoniu.

## Organizare
Administrația Națională APELE ROMÂNE este compusă din 11 Administrații Bazinale de Apă (ABA) - unități administrative aferente fiecărui bazin hidrografic semnificativ, fiecare A.B.A. având în subordine structuri organizate la nivel județean, denumite Sisteme de Gospodărire a Apelor (SGA). Pe lânga cele 11 ABA, în subordinea Administrației Naționale APELE Române se mai afla și Institutul Național de Hidrologie și Gospodărire a Apelor (IHNGA) și Exploatarea Complexă Stanca-Costești.

## Conducerea
- Aurel Pană: 2005
- Vasile Pintilie: ianuarie 2009 - octombrie 2009 [3]
- Neculai Olaru: octombrie 2009 - februarie 2010 [3][4][5][6]
- Csaba David: februarie 2010 - ?[6][7]
- Vasile Pintilie: mai 2012 - iulie 2014 [8][9][10]
- Barbieru Nicolae : martie 2016

- Ervin Molnar: 2020

## Critici
În noiembrie 2005, ANAR a fost criticată pentru numirea șefilor de sucursale pe criterii politice.
În anul 2011, trei companii acuzate în 2005 de ministrul Mediului de atunci că "au furat banii pentru diguri" au obținut cele mai multe lucrări hidrotehnice de la "Apele Române".